# Fatmomakke kyrkstad

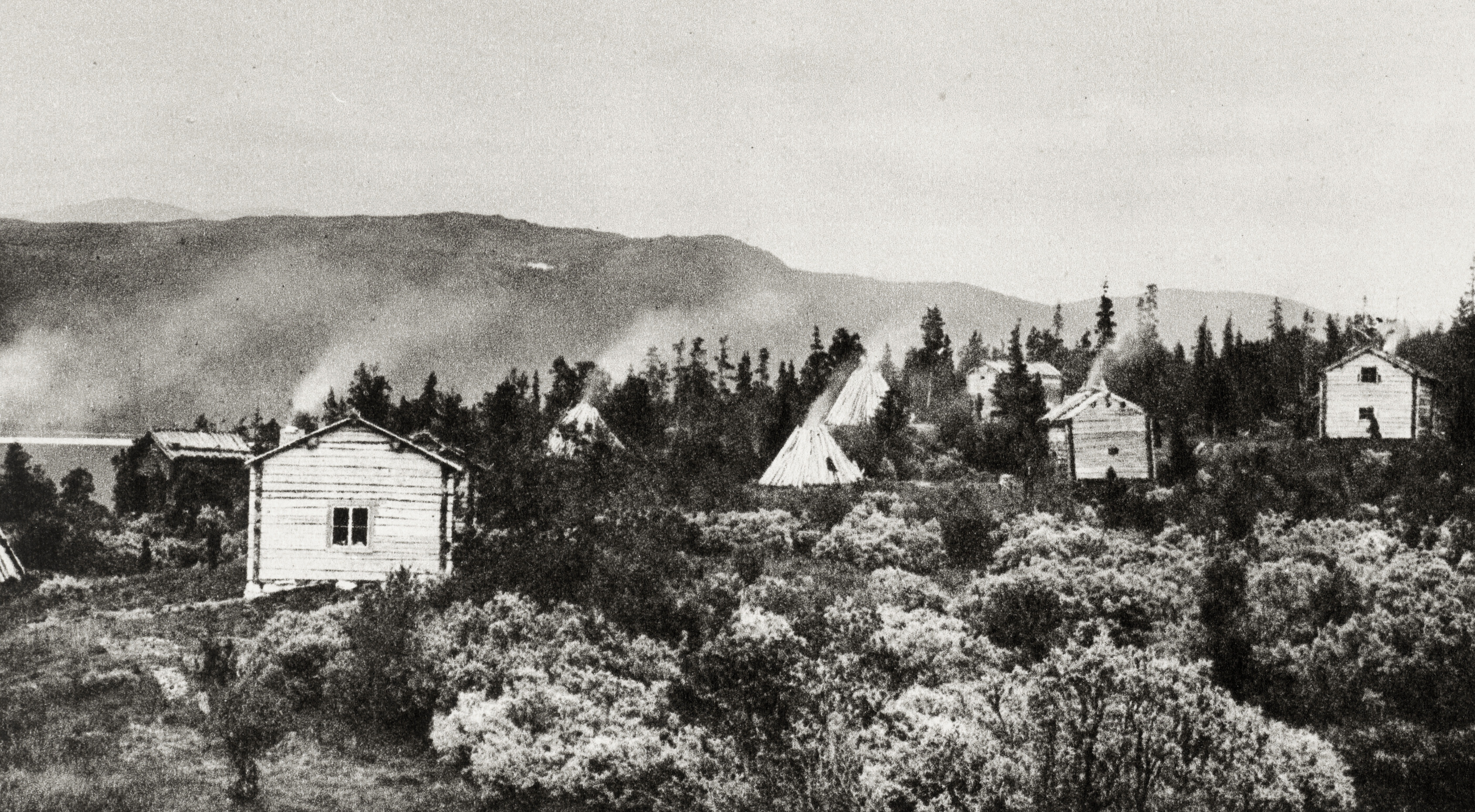
Fatmomakke kyrkstad i början av 1900-talet

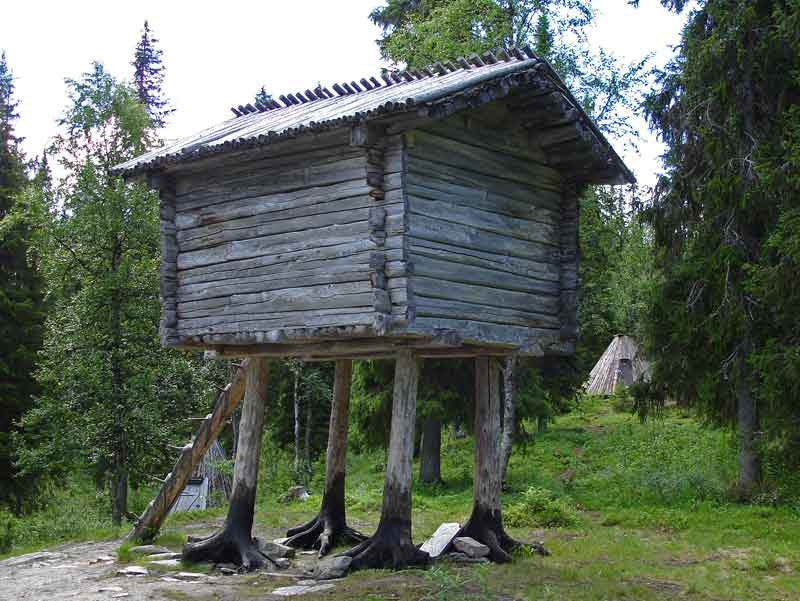
Visthusbod, juelkiebuvrie

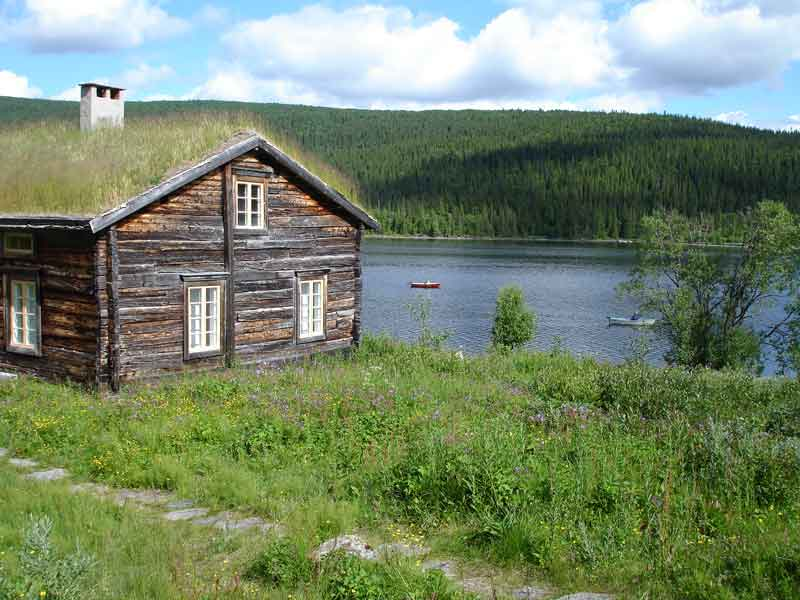
Länsmansstugan

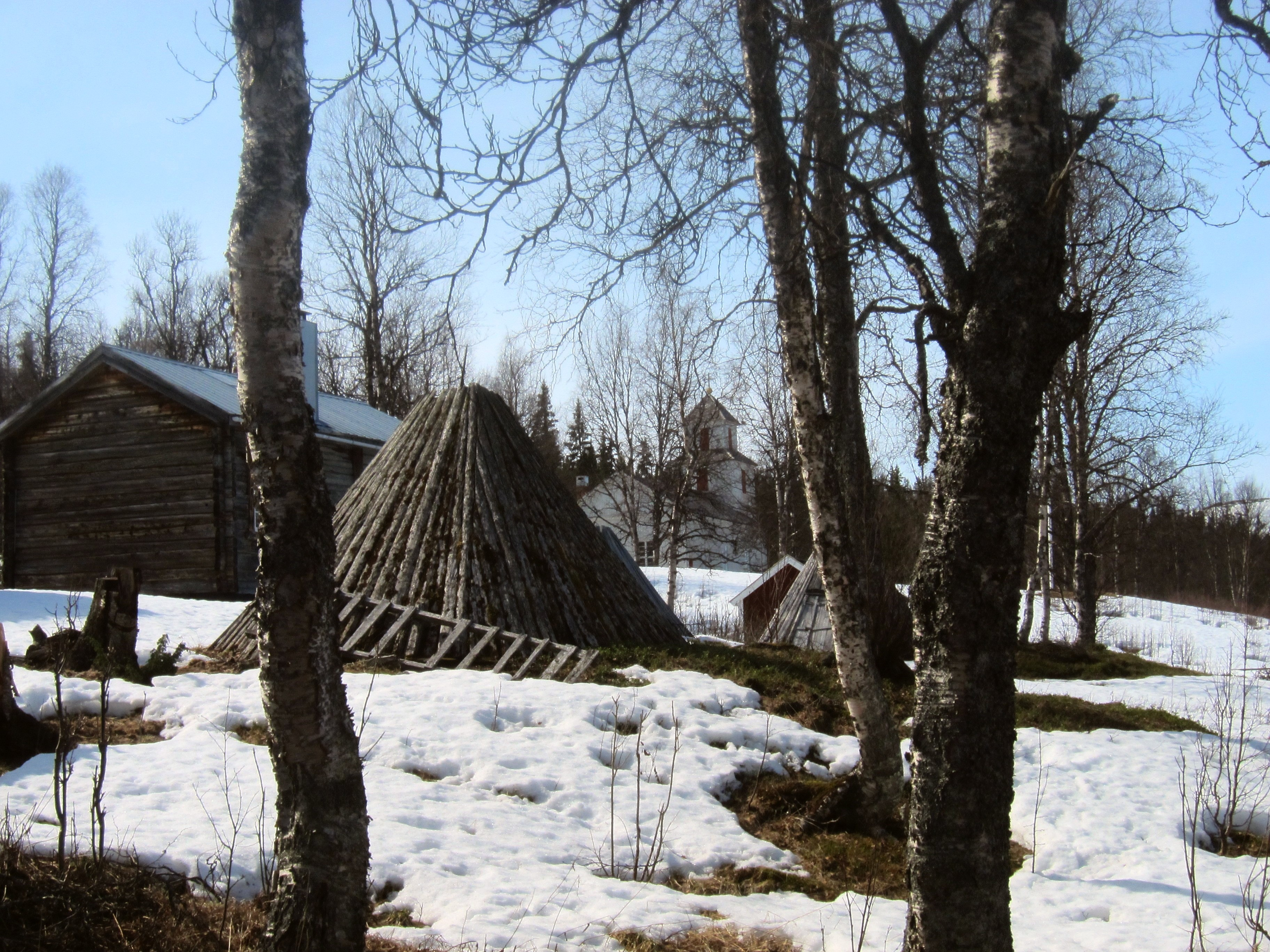
Kyrkstan på vårvintern

Fatmomakke kyrkstad är en kyrkstad och lappstad vid Fatmomakke kyrka i Vilhelmina kommun i Lappland.
Fatmomakke kyrkstad har hundratalet byggnader, dels kåtor som användes av samerna, dels timrade stugor som användes av nybyggarna. Omkring kyrkan och begravningsplatsen finns  omkring 80 kåtor och 20 timrade hus. Det finns också en prästbostad, den så kallade länsmansstugan, en arrest, en tjänstemannabostad, Frälsningsarméns bönekåta från 1947 och Sameföreningens hus. Den äldsta byggnaden är troligen den östra delen av Länsmansstugan, som tillkom någon gång omkring sekelskiftet 1700/1800. Byggnaden uppfördes som prästkammare, där prästen fick bo under sina besök på platsen. Den västra delen av Länsmansstugan kom till i samband med att en ny kyrka, den andra, byggdes 1833 och består delvis av virke från den första kyrkan. Från 1870-talet berättas att prästen bodde i det inre rummet och länsman i det yttre under kyrkhelgerna.
De första gudstjänsterna i Fatmomakke hölls den 8 juli 1781. Då hade två kåtor och ett skjul uppförts på en 170 meter lång och 40 meter bred holme vid utloppet av Ransarån i Kultsjön. Holmen ligger idag efter reglering till stora delar under vatten. I Fatmomakkes kyrkstad bildades 1904 den första samiska lokalföreningen i Sverige, Fatmomakke lappförening, med Hans Magnus Nilsson som ordförande. Detta skedde i den tidigare kyrkstugan, som nu är Kulturum.
Kyrkstadsbebyggelsen är av riksintresse för kulturmiljövården. Den blev kulturreservat 2014. Fatmomakke styrs genom Fatmomakkestyrelsen och de föreskrifter som Länsstyrelsen i Västerbottens län utfärdat om kyrkstaden.